# Адимора, Адаора
Адаора Элис Адимора (5 мая 1956 — 1 января 2024) — американский врач и учёный. Она была заслуженным профессором медицины и профессором эпидемиологии в Медицинской школе Университета Северной Каролины . Предметом её исследований были: способы передачи ВИЧ, а также других инфекций, передающихся половым путем (ИППП) среди национальных меньшинств. В 2019 году в знак признания её вклада она стала избранным членом Национальной академии медицины.

## Образование и начало карьеры
Адаора Адимора выросла на Манхэттене. Её мать была медсестрой-администратором, а отец — врачом. В Корнеллском университете получила степень бакалавра гуманитарных наук (1977), а степень доктора медицины (1981) в Йельской школе медицины. Стажировалась по внутренним болезням в Бостонской городской больнице. Изначально хотела стать психиатром, но после стажировки решила закончить ординатуру по инфекционным заболеваниям. Впоследствии переехала в Нью-Йорк, чтобы завершить стажировку в Медицинском центре Монтефиоре Медицинского колледжа Альберта Эйнштейна (1986) и стала врачом в отделении инфекционных заболеваний Гарлемского больничного центра.
Получила (1993) степень магистра общественного здравоохранения по эпидемиологии в Школе глобального общественного здравоохранения имени Гиллингса при Университете Северной Каролины.

## Исследования и карьера
В 1989 году Адимора стала доцентом кафедры клинической медицины в Университете Северной Каролины в Чапел-Хилл . Она стала первой чернокожей женщиной, получившей постоянную должность на кафедре инфекционных заболеваний этого выза (2003).

### Исследования
Исследования Адиморы были направлены на изучение закономерностей передачи ВИЧ среди гетеросексуальных афроамериканцев (с акцентом на экономические и социальные факторы). В 2007 году она использовала данные «Национального исследования роста семьи», обнаружив, что примерно у одного из десяти мужчин есть параллельные сексуальные партнеры, что могло увеличивать скорость распространения инфекций, передающихся половым путем, таких как ВИЧ.
Адимора разрабатывала научно обоснованные политические решения по предотвращению распространения ВИЧ. В 2018 году она предложила изменить подход к клиническим испытаниям по профилактике ВИЧ среди групп населения с более низким уровнем заболеваемости. Так как рандомизированные клинические испытания в случае заболеваний, поражающих меньшинства, невозможны, Адимора и её коллеги предложили новый метод оценки эффективности лекарств путём объединения клинических и фармакологических данных традиционных клинических испытаний с данными, полученными в ходе небольших исследований.

### Лидерство
Адимора была главным исследователем в подразделении Университета Северной Каролины Межведомственного исследования ВИЧ среди женщин (WIHS), финансируемого Национальными институтами здравоохранения.
Адимора входила в состав Президентского консультативного совета по ВИЧ/СПИДу, оставшись в нём после того, как шесть членов покинули его в 2017 году, разочаровавшись в политике президента Дональда Трампа в области здравоохранения. В интервью BuzzFeed News она пояснила, что решила остаться, чтобы попытаться оказать благоприятное влияние на политику, которая затрагивает людей с ВИЧ и находящихся в группе риска, поставщиков медицинских услуг и общественное здравоохранение. При этом она критиковала политику администрации президента, став соавтором редакционного предупреждения о том, что предложенный Закон о здравоохранении в Америке 2017 года (который так и не был принят) приведёт к неоправданным смертям американцев, оставив беднейших американцев без страховки. В августе 2017 года Совет написал письмо Тому Прайсу, который тогда был министром здравоохранения и социальных служб, в котором описал влияние отмены Закона о доступном медицинском обслуживании на профилактику ВИЧ.
Адимора также занимала пост председателя Ассоциации врачей по ВИЧ — организации медицинских работников, практикующих медицину в области ВИЧ. За время её пребывания на посту председателя Turing Pharmaceuticals, компания, основанная Мартином Шкрели, увеличила цену на препарат под названием «Дараприм» более чем на 4000 процентов. Адимора стала соавтором письма в фармацевтическую компанию, в котором рекомендовалось пересмотреть стратегию ценообразования на препарат. В марте 2016 года она дала показания перед Специальным комитетом Сената США по проблемам старения о последствиях такого повышения цен на лекарства для слабых слоёв населения, которые не могут позволить себе необходимые им лекарства.

## Смерть
Умерла от рака 1 января 2024 года в возрасте 67 лет.

## Награды и почести
В 2009 году Адимора была названа одной из 100 лучших афроамериканских лидеров по версии The Root.
В 2011 году получила премию Мэри Тернер Лейн.
В 2019 году была избрана членом Национальной медицинской академии.